# Клайд, Марк
Марк Грэм Клайд (англ. Mark Graham Clyde; род. 27 декабря 1982, Лимавади) — североирландский футболист, защитник, и тренер.

## Клубная карьера

### «Вулверхэмптон Уондерерс»
Клайд был воспитанником академии «Вулверхэмптон Уондерерс» и боролся за место в основной команде в сезоне 2002/03. В 2002 году был отдан в аренду в «Киддерминстер Харриерс», где провёл четыре матча. Он дебютировал там 14 сентября, сыграв против «Сканторп Юнайтед» (1:1).
Он вернулся на «Молинью» и быстро нашёл место в основной команде. В дебютном сезоне он провел за клуб 17 матчей в Футбольной лиге, в которых «волки» выиграли повышение в плей-офф. Клайд пропустил конец сезона, так как получил травму колена, которую позже прооперировали.
Защитник восстановился и сыграл 9 матчей в Премьер-лиге в сезоне 2003/04. В июле 2004 году он продлил контракт на 4 года. После первых 13 игр в новом сезоне, он получил ещё одну травму, когда подвернул лодыжку во время тренировки в составе сборной Северной Ирландией. Он выздоровел, но в феврале 2005 года у него снова обострились проблемы с коленом.
Пропустив весь сезон 2005/06, Клайд оправлялся после операции на лодыжке. В сезоне 2006/07 он начал первые три игры «Вулверхэмптон» под руководством нового менеджера Мика Маккарти. Однако его проблемы с травмами вновь появились и он снова оказался в стороне.
8 февраля 2007 года Клайд объявил о завершении карьеры в возрасте 24 лет из-за постоянных травм.

### Более поздняя карьера
В 2009 году Клайд подписал контракт с «Вустер Сити», где занимал должность игрока-тренера под руководством Карла Хили.

## Карьера за сборную
Дебют за национальную сборную Северной Ирландии состоялся 8 сентября 2004 года в квалификационном матче на чемпионат мира 2006 против сборной Уэльса (2:2). Он также бы игроком в молодёжных сборных на разных уровнях.

## Карьера тренера
Когда Ли Миллс покинул «Бриджнорт Таун» в июне 2011 года, Клайд переехал туда и заменил его на посту главного тренера.
Летом 2019 года он заменил Шона Фрайарса на главного тренера «Лимавади Юнайтед» в Премьер-лиге NIFL, третьем футбольная лига в Северной Ирландии.